# Systemering
Systemering är den första fasen i en systemutveckling.
I systemeringsfasen översätts och bearbetas krav till funktioner och informationsmodeller som sedan blir programenheter och databaser, användargränssnitt och gränssnitt mellan program. Kravspecifikationen kan antingen redan finnas eller så är det första steget i systemeringen att ta fram en sådan och stämma av den med beställaren.
Systemeringen kan antingen utföras av specialister, systemerare eller systemanalytiker, eller som ett arbetsmoment för en systemutvecklare.